# Manel de la Matta Sastre
Manel de la Matta Sastre (Madrid, 20 d'agost de 1963 - K2, Pakistan, 19 d'agost de 2004) fou un alpinista espanyol.

## Biografia
Amb setze anys, acompanyat del seu germà gran, es va iniciar en el muntanyisme al Pirineu. Va practicar diverses disciplines com l'alpinisme, l'escalada en roca, el barranquisme, esquí de muntanya o la travessia en parapent. Va ser un dels impulsors a Espanya del parapent de muntanya, especialment als Pirineus.
Fou el primer director de l'Escola Espanyola d'Alta Muntanya. Va fer el cim del Cho Oyu i el Shishapangma, ascensions d'hivern de les tres grans parets nord del Pirineu (Midi d'Ossau, Grand Vignemale i Torre de Marboré, Cerro Torre a la Patagònia, el Capitan als Estats Units d'Amèrica, el corredor del diamant del Mont Kenya a l'Àfrica, i l'Ama Dablam a l'Himàlaia. També va intentar pujar l'Everest en dues ocasions.
L'expedició catalana Magic Line 2004 tenia com a objectiu arribar al cim del K2, la segona muntanya més alta del món (8.611 metres). L'alpinista Jordi Corominas va aconseguir arribar al cim el 17 d'agost de 2004, mentre Òscar Cadiach i Manel de la Matta renunciaven. Manel de la Matta va morir d'una peritonitis al camp 1, i les seves despulles van ser enterrades al Memorial del Camp Base de la muntanya.
Va ser patró-fundador de la Fundació Muntanyencs per l'Himàlaia, una ONG fundada juntament amb altres alpinistes com Sebastià Alvaro, Oriol Ribas, Ferran Latorre o Nani Durró per tal de millorar les condicions de vida de la gent que ajuda els escaladors. Amb el suport de Manel havia endegat un procés en marxa per tal d'escolaritzar els fills dels xerpes de la diminuta població d'Hushé al Pakistan, on la meitat dels nens no sabien llegir ni escriure i que Manel de la Matta havia visitat moltes vegades. Va rebre la Creu de Sant Jordi el 2004 a títol pòstum.